# Primavera (Vayreda)
Primavera és una pintura sobre tela feta per Joaquim Vayreda i Vila el ca.1879 i que es troba conservada actualment a la Biblioteca Museu Víctor Balaguer, amb el número de registre 3830 d'ençà que va ingressar el 1984, provinent la col·lecció privada del Llegat Fundacional.

## Descripció
Paisatge primaveral. Al centre, en primer terme, una nena vestida de pagesa catalana amb esclops, davant d'una petit font natural que brolla als seus peus. Duu una gerra o tonelet a la mà dreta i un feix de bergues a l'esquerra. La meitat dreta de la composició està ocupada per tres ametllers florits. Darrere de la nena es veu un prat verd que s'enfila per un turó que queda darrere dels arbres. Al fons d'aquest prat, al centre del marge superior, s'hi veu una masia amb arbres al seu costat.	

## Inscripció
Al quadre es pot llegir la inscripció J.Vayreda.